# 中村愛 (テレビ長崎)
中村 愛（なかむら あい、1989年4月6日 - ）は、テレビ長崎所属のディレクター・アナウンサー。

## 来歴・人物
長崎県立五島高等学校普通科、鹿児島大学卒業。
2012年4月、株式会社KTNソサエティ入社。テレビ長崎Gopan班（製作部）にディレクター・アナウンサーとして派遣。

## 現在の担当番組
- ヨジマル!（レポーター）